# チャイルド・プレイ
「チャイルド・プレイ」（Child's Play）または「チャッキー」（Chucky）は、ドン・マンシーニが製作した1988年公開のアメリカの映画『チャイルド・プレイ』に端を発する一連のシリーズのこと。
死から免れるためにブードゥー教の秘術によって「グッドガイ人形」に魂を移したシリアルキラーのチャッキー（声：ブラッド・ドゥーリフ）に焦点が当てられる。
第1作目の『チャイルド・プレイ』ではオカルト色をベースとした正統なホラー映画としてスタートしたが、次の2作目はダークユーモアの要素を含んだスラッシャー映画となっている。作品が進むにつれ、風刺的でキャンプ的な要素が強くなり、1998年の『チャイルド・プレイ/チャッキーの花嫁』と2004年の『チャイルド・プレイ/チャッキーの種』ではホラーコメディの要素が強められた。
第1作目以降、6つの続編、テレビシリーズ、リメイク版が製作されたほか、コミック、テレビゲーム、タイアップ商品、アトラクションなどの様々なメディア展開が行われた。
映画1作目、2作目、4作目は興行的に成功を収め、シリーズの累計世界興行収入は1億8200万ドルに及んだ。またビデオ、DVD、VOD及び関連商品を含む売り上げは2億5000万ドル以上に及んだ。

## 映画
| 作品                                                       | 公開日             | 監督                 | 脚本                                             | 製作                                                | 配給                                                              |
| オリジナルシリーズ                                         | オリジナルシリーズ | オリジナルシリーズ   | オリジナルシリーズ                               | オリジナルシリーズ                                  | オリジナルシリーズ                                                |
| ---------------------------------------------------------- | ------------------ | -------------------- | ------------------------------------------------ | --------------------------------------------------- | ----------------------------------------------------------------- |
| チャイルド・プレイ Child's Play                            | 1988年11月9日      | トム・ホランド       | ドン・マンシーニ ジョン・ラフィア トム・ホランド | デヴィッド・カーシュナー                            | ユナイテッド・アーティスツ                                        |
| チャイルド・プレイ2 Child's Play 2                         | 1990年11月9日      | ジョン・ラフィア     | ドン・マンシーニ                                 | デヴィッド・カーシュナー                            | ユニバーサル・ピクチャーズ                                        |
| チャイルド・プレイ3 Child's Play 3                         | 1991年8月30日      | ジャック・ベンダー   | ドン・マンシーニ                                 | ロバート・レザム・ブラウン                          | ユニバーサル・ピクチャーズ                                        |
| チャイルド・プレイ/チャッキーの花嫁 Bride of Chucky        | 1998年10月16日     | ロニー・ユー         | ドン・マンシーニ                                 | デヴィッド・カーシュナー&グレイス・ギルロイ         | ユニバーサル・ピクチャーズ                                        |
| チャイルド・プレイ/チャッキーの種 Seed of Chucky           | 2004年11月12日     | ドン・マンシーニ     | ドン・マンシーニ                                 | デヴィッド・カーシュナー&コーリー・シエネガ         | ローグ/レラティビティ・メディア                                   |
| チャイルド・プレイ/誕生の秘密 Curse of Chucky              | 2013年9月24日      | ドン・マンシーニ     | ドン・マンシーニ                                 | デヴィッド・カーシュナー                            | ユニバーサル・ピクチャーズ                                        |
| チャイルド・プレイ 〜チャッキーの狂気病棟〜 Cult of Chucky | 2017年10月3日      | ドン・マンシーニ     | ドン・マンシーニ                                 | デヴィッド・カーシュナー&オグデン・ギャヴァンスキー | ユニバーサル・ピクチャーズ                                        |
| リメイク                                                   |                    |                      |                                                  |                                                     |                                                                   |
| チャイルド・プレイ Child's Play                            | 2019年6月21日      | ラース・クレヴバーグ | タイラー・バートン・スミス                       | デヴィッド・カッツェンバーグ&セス・グレアム＝スミス | ユナイテッド・アーティスツ・リリーシング/オライオン・ピクチャーズ |

### 『チャイルド・プレイ』（1988年）
逃亡中にマイク刑事に撃たれ、致命傷を負った殺人鬼チャールズ・リー・レイ（チャッキー）は、死の直前に逃げ込んだオモチャ屋で会得していたブードゥー教の秘術によって売り物の親友（グッドガイ）人形に自分の魂を移す。しかし、このままだと自分が永遠に人形のままであることを知ったチャッキーは、生身の体を奪うべくチャッキーとは知らずにこの人形を買った主人公の少年アンディの体を乗っ取ろうとする。アンディはチャッキー人形が生きていることを知り、周囲の人間に危険を知らせるものの幼いアンディに誰も耳を貸そうとせず、被害が拡大していくばかりかアンディが犯人だとされ、最後には精神病院の独房へ閉じ込められてしまう。一方、チャッキー人形の正体を知った母親カレンとマイク刑事はアンディを救うべくチャッキーに最後の戦いに挑む。
ちなみにチャッキーが真犯人であることは物語の途中でカレンに詰問されたことで明るみに出るまでは隠すようにしており、断片的にチャッキーが犯人であるかのような描写はありながらも、あくまでも犯人は明らかにしない演出をしていた（それまでの犯行シーンなどはチャッキーがアングルに現れないカットで演出されていた）。

### 『チャイルド・プレイ2』（1990年）
バークレー親子によって黒こげにされ、最期にマイク刑事に心臓を打ち抜かれ息絶えたチャッキーだったが、騒動が公になったことから売り上げに深刻な影響が出ていたグッドガイ人形の製造元プレイパルス社’’が、当のチャッキー人形を復元して「根拠のないデマ」とPRしようとした。しかし、人形にはまだチャッキーの魂が残っていた。彼は再びアンディを捜し出し、今度こそ体を手に入れようと画策していた。一方、精神病院から児童保護センターの施設に移されたアンディは養子として里親の両親に引き取られるが、義理の父親とは上手くいかなかった。だが同じ境遇を持つ義理の姉カイルとは直ぐに打ち解けた。偶然土の中からグッドガイ人形（トミー）を見つけだしたカイルは、アンディの話が真実だった事を知り、アンディを守るために立ち上がる。

### 『チャイルド・プレイ3』（1991年）
時は流れ、廃墟となっていたグッドガイ人形の工場で、破裂して砕け散っていたチャッキーの残骸を溶かし製造機械に掛けたところ、またも蘇ってしまう。そして、成長し軍に入隊したアンディの居場所を探し出し、駐屯地に潜り込んだチャッキーだったが、青年になっていたアンディよりも少年兵タイラーに目を付け目標を変更。一方、チャッキー復活を知ったアンディはタイラーを守るべく立ち上る。

### 『チャイルド・プレイ/チャッキーの花嫁』（1998年）
原題：Bride of Chucky。1998年。PG12指定。配給：ギャガ。

#### ストーリー
前作から1ヶ月後、バラバラになったチャッキーを、人間時代の恋人ティファニーが復元させるが、その後いざこざが起こりチャッキーは彼女を殺害し花嫁人形へ魂を乗り移らせる。ある知り合いカップルの駆け落ちを利用し、その車でチャッキー自身の死体が埋葬された墓地へ向かうことを計画。カップルの行く手を邪魔するものが次々と惨殺されていくが、カップルはお互いを疑うまま墓場へと向かう。

#### キャスト
| 役名           | 俳優                               | 日本語吹替 |
| -------------- | ---------------------------------- | ---------- |
| チャッキーの声 | ブラッド・ドゥーリフ               | 納谷六朗   |
| ティファニー   | ジェニファー・ティリー             | 土井美加   |
| ジェシー       | ニック・スタビル                   | 神奈延年   |
| ジェイド       | キャサリン・ハイグル               | 加藤優子   |
| デヴィッド     | ゴードン・マイケル・ウールヴェット | 椿基之     |
| ダミアン       | アレクシス・アークエット           |            |

その他声の出演：たかお鷹／小森創介／北沢洋／丁田政二郎／伊井篤史／若林久弥／長克巳／すずき紀子／深水由美／高田より子
日本語版制作スタッフ
- プロデューサー：高野潤（ギャガ・コミュニケーションズ）
- 演出：中野洋志
- 翻訳：松田海
- 制作担当：簑浦良平（ACクリエイト）
- 日本語版制作：ACクリエイト株式会社

#### スタッフ
- 監督：ロニー・ユー
- 製作：グレイス・ギルロイ、デヴィッド・カーシュナー
- 製作総指揮：ドン・マンシーニ
- 脚本：ドン・マンシーニ

### 『チャイルド・プレイ/チャッキーの種』（2004年）
原題：Seed of Chucky。2004年。R-15指定。配給：リベロ。

#### ストーリー
乱暴な腹話術師の元でこき使われていた、本当に生きている人形シットフェイスは、ある日テレビで殺人人形夫婦をモデルにしたハリウッド映画のニュースを見る。その人形の腕には自分の腕にある刻印「made in Japan」と同じものが刻まれていた。この人形のモデルはまさに生き別れた両親に違いないと確信した彼はアメリカに逃亡。そして遂に冷たくなったチャッキーとティファニーを発見、ブードゥー教の秘術で彼らを蘇生させる。かくして親子3名は感動の再会を果たしたが、子供の教育方針（チャッキーは子供を立派な殺人鬼に、ティファニーは穏やかな人形として）を巡って夫婦間でバトルが始まる。
これまでの『チャイルド・プレイ』シリーズに関わってきたスタッフやキャストがチャッキー達に殺害される役で出演しているところが見どころ。ワイヤーで首を切断されるスタッフ役は、これまでチャッキーの特殊造形を作ってきたトニー・ガードナーである。シリーズのチャッキーの吹き替えは納谷六朗が演じているが、この映画のVHS・DVDでは山崎邦正もチャッキーの吹き替えを演じている。

#### キャスト
| 役名                   | 俳優                   | 日本語吹替   | 日本語吹替   | 日本語吹替 |
| 役名                   | 俳優                   | ソフト版1    | ソフト版2    | VOD版      |
| ---------------------- | ---------------------- | ------------ | ------------ | ---------- |
| チャッキーの声         | ブラッド・ドゥーリフ   | 山崎邦正     | 納谷六朗     | 島田敏     |
| ティファニーの声       | ジェニファー・ティリー | 安達忍       | 安達忍       | 土井美加   |
| グレン / グレンダの声  | ビリー・ボイド         | 保志総一朗   | 保志総一朗   | 村瀬歩     |
| ジェニファー・ティリー | ジェニファー・ティリー | 安達忍       | 安達忍       | 土井美加   |
| レッドマン             | レッドマン             | 江原正士     | 江原正士     | 亀山雄慈   |
| ジョーン               | ハナ・スピアリット     | 根谷美智子   | 根谷美智子   | 福原綾香   |
| ピート・ピーターズ     | ジョン・ウォーターズ   | たてかべ和也 | たてかべ和也 | 水内清光   |
| トニー・ガードナー     | トニー・ガードナー     | 鈴木貴征     | 鈴木貴征     | 時永ヨウ   |

- ソフト版1はVHS、DVD、Blu-rayに収録。ソフト版2はDVDとBlu-rayに収録。
- ソフト版その他声の出演：相沢正輝／内田夕夜／田中正彦／藤本喜久子／小野健一／佐々木亜紀／樋口あかり
- ソフト版日本語版制作スタッフ
  - 演出：市来満
  - 翻訳：植田尚子
  - 制作：ニュージャパンフィルム
- VOD版その他声の出演：中村源太／石川藍／鶴田真希／佐々木祐介
- VOD版日本語版制作スタッフ
  - 演出：大浦伸浩
  - 翻訳：有馬康永
  - 音響：澁澤裕美子
  - 制作：IYUNO MEDIA GROUP IYUNO STUDIOS

#### スタッフ
- 監督：ドン・マンシーニ
- 製作：デヴィッド・カーシュナー、コーリー・シエネガ
- 製作総指揮：ガイ・J・ルーサン
- キャラクター創造：ドン・マンシーニ
- 脚本：ドン・マンシーニ

### 『チャイルド・プレイ/誕生の秘密』（2013年）
原題：Curse of Chucky。2013年。ビデオスルー。R-18指定。
ブラックジョークを押し出したホラーコメディー色が強かった前2作から純粋なホラー性への回帰を志向して制作された。

チャッキー誕生の秘密が明かされるスピンオフ作品で、劇中におけるチャッキーの回想場面で第1作目の冒頭部分への繋がりが示唆されている。

第1作でアンディを演じたアレックス・ヴィンセントが成長したアンディを演じた。母親のカレンも電話で話していることから生きていることが判明し、また話の内容からマイク刑事も生きていて現在もアンディ親子と交友がある事も判明している。

#### ストーリー
生まれながらの障害で両足が動かず、車椅子での生活を強いられている女性ニカ。ある日、彼女の元に不気味な人形が差出人不明で送られてくる。それ以来、彼女の周りの人物が次々に無残な死を遂げ、その原因が人形であると確信したニカに魔の手が迫る。

#### キャスト
| 役名                 | 俳優                     | 日本語吹替 |
| -------------------- | ------------------------ | ---------- |
| チャッキーの声       | ブラッド・ドゥーリフ     | 納谷六朗   |
| ニカ                 | フィオナ・ドゥーリフ     | 中村千絵   |
| サラ                 | シャンタル・ケスネ       |            |
| バーブ               | ダニエル・ビスッティ     | 藤貴子     |
| ジル                 | メイトランド・マコーネル | 東條加那子 |
| イアン               | ブレナン・エリオット     | 落合弘治   |
| アリス               | サマー・ハウエル         | 久野美咲   |
| フランク神父         | A・マルティネス          | こねり翔   |
| ティファニー         | ジェニファー・ティリー   |            |
| アンディ・バークレー | アレックス・ヴィンセント | 烏丸祐一   |

- 第2作から一貫してチャッキーの吹替を担当していた納谷六朗が出演した最後の作品となった。

##### スタッフ
- 監督：ドン・マンシーニ
- 製作：デヴィッド・カーシュナー、ドン・マンシーニ
- 脚本：ドン・マンシーニ

### 『チャイルド・プレイ 〜チャッキーの狂気病棟〜』（2017年）
原題：Cult of Chucky。2017年。R-15指定。ビデオスルー。

#### あらすじ
チャッキーとの戦いの後、ニカは精神病院に入院するが、治療という形で二人は再会を果たす。それを知ったアンディは、精神病院を訪れる。

#### キャスト
| 役名                 | 俳優                       | 日本語吹替 |
| -------------------- | -------------------------- | ---------- |
| チャッキーの声       | ブラッド・ドゥーリフ       | 島田敏     |
| ニカ                 | フィオナ・ドゥーリフ       | 中村千絵   |
| アンディ・バークレー | アレックス・ヴィンセント   | 藤原満     |
| ティファニー         | ジェニファー・ティリー     | 土井美加   |
| クレア               | グレース・リン・カン       |            |
| Dr.フォーリー        | マイケル・テリュー         | 田中正彦   |
| アンジェラ           | マリナ・ステファソン・カー | 加良まゆみ |
| マデリン             | エリザベス・ローゼン       |            |
| カルロス             | ザック・サンティアゴ       | 三瓶雄樹   |
| アリス               | サマー・H・ハウエル        | 矢元亜実   |
| カイル               | クリスティーン・エリス     |            |

#### スタッフ
- 監督：ドン・マンシーニ
- 製作：デヴィッド・カーシュナー、オグデン・ギャヴァンスキー
- 脚本：ドン・マンシーニ

### 『チャイルド・プレイ』（2019年）
2019年にリメイク版が製作された。タイトルは『チャイルド・プレイ』（原題: Child's Play）。製作国はアメリカ合衆国。全米公開は6月21日、日本公開は7月19日。
全米配給はユナイテッド・アーティスツ・リリーシングが、全米以外配給はオライオン・ピクチャーズが、日本配給は東和ピクチャーズ（東宝東和の子会社）がそれぞれ担当することになった。なお、日本配給におけるMGM作品として東宝東和が担当するのは、2009年公開の「ワルキューレ」以来となる。

### 今後の構想
2017年10月、ドン・マンシーニは『チャイルド・プレイ/チャッキーの種』のグレンとグレンダを将来的に再登場させる構想があることを明かした。2018年2月、映画のストーリーを継承した『チャイルド・プレイ』のテレビシリーズの企画が発表された。マンシーニはテレビシリーズの後も長編映画の企画が続くと語った。
『Bloody Disgusting』のインタビューでマンシーニは列車を舞台とした『チャイルド・プレイ』の可能性や『エルム街の悪夢』シリーズとのクロスオーバー構想の存在を明かした
。2017年9月のインタビューでマンシーニはクロスオーバー映画が「クールで色っぽい」ものであると表現し、『Child's Play on Elm Street』という題でニュー・ライン・シネマと話し合い中であることを明かした。このクロスオーバー企画以前に『チャイルド・プレイ/チャッキーの花嫁』の冒頭の警察署の証拠保管庫の場面でフレディ・クルーガーの手袋が登場していた。

## テレビシリーズ
2018年2月、シリーズ創始者のドン・マンシーニとプロデューサーのデヴィッド・カーシュナーによってテレビシリーズが企画中であることが発表された。テレビシリーズはオリジナルの映画シリーズと連続性があり、さらにそれ以外にも長編映画も製作され続けられると語った。同年6月までにブラッド・ドゥーリフが全8話のシリーズでチャッキーの声を務めることが報じられた。
2019年1月、Syfy WireはシリーズがSyfyで放送され、マンシーニが脚本を執筆するほか、カーシュナーとニック・アントスカと共に製作総指揮を務めることを発表した。2019年2月アントスカはシリーズの仮題が『Chucky』であることを発表した。マンシーニはシリーズが2020年に放送されることを明かした。
日本では、2022年6月24日からHuluで配信されている。

## キャストとキャラクター
| キャラクター                           | メインシリーズ           | メインシリーズ           | メインシリーズ                                  | メインシリーズ                      | メインシリーズ                                                          | メインシリーズ                | メインシリーズ                              | テレビシリーズ        | リメイク映画                   |
| キャラクター                           | チャイルド・プレイ       | チャイルド・プレイ2      | チャイルド・プレイ3                             | チャイルド・プレイ/チャッキーの花嫁 | チャイルド・プレイ/チャッキーの種                                       | チャイルド・プレイ/誕生の秘密 | チャイルド・プレイ 〜チャッキーの狂気病棟〜 | Chucky                | チャイルド・プレイ             |
| キャラクター                           | 1988                     | 1990                     | 1991                                            | 1998                                | 2004                                                                    | 2013                          | 2017                                        | 2020                  | 2019                           |
| -------------------------------------- | ------------------------ | ------------------------ | ----------------------------------------------- | ----------------------------------- | ----------------------------------------------------------------------- | ----------------------------- | ------------------------------------------- | --------------------- | ------------------------------ |
| チャッキーチャールズ・リー・レイ       | ブラッド・ドゥーリフVH   | ブラッド・ドゥーリフV    | ブラッド・ドゥーリフV                           | ブラッド・ドゥーリフV               | ブラッド・ドゥーリフV                                                   | ブラッド・ドゥーリフVH        | ブラッド・ドゥーリフVフィオナ・ドゥーリフH  | ブラッド・ドゥーリフV | マーク・ハミルV                |
| グッドガイバディ                       | イーダン・グロスV        | イーダン・グロスV        | イーダン・グロスV                               |                                     |                                                                         | イーダン・グロスV             | イーダン・グロスV                           | 未公表                | マーク・ハミルV                |
| アンディ・バークレー                   | アレックス・ヴィンセント | アレックス・ヴィンセント | ジャスティン・ホーリンアレックス・ヴィンセントP |                                     |                                                                         | アレックス・ヴィンセント      | アレックス・ヴィンセント                    | 未公表                | ガブリエル・ベイトマン         |
| カレン・バークレー                     | キャサリン・ヒックス     | キャサリン・ヒックスP    | キャサリン・ヒックスP                           |                                     |                                                                         | キャサリン・ヒックスP         |                                             | 未公表                | オーブリー・プラザ             |
| マイク・ノリス                         | クリス・サランドン       |                          |                                                 |                                     |                                                                         | クリス・サランドンA           |                                             | 未公表                | ブライアン・タイリー・ヘンリー |
| カイル                                 |                          | クリスティーン・エリス   |                                                 |                                     |                                                                         | クリスティーン・エリスP       | クリスティーン・エリスC                     | 未公表                |                                |
| サリバン                               |                          | ピーター・ハスケル       | ピーター・ハスケル                              |                                     |                                                                         |                               |                                             |                       |                                |
| ティファニー・ヴァレンタイン           |                          |                          |                                                 | ジェニファー・ティリーVH            | ジェニファー・ティリーVH                                                | ジェニファー・ティリーH       | ジェニファー・ティリーH                     | 未公表                |                                |
| グレングレンダ                         |                          |                          |                                                 | Infant cameo                        | ビリー・ボイドVビーンズ・エル＝バラウィ / クリスティーナ・ヒューイットH |                               |                                             | 未公表                |                                |
| ニカ・ピアース                         |                          |                          |                                                 |                                     |                                                                         | フィオナ・ドゥーリフ          | フィオナ・ドゥーリフ                        | 未公表                |                                |
| アリス・ピアース                       |                          |                          |                                                 |                                     |                                                                         | サマー・H・ハウエル           | サマー・H・ハウエルVH                       | 未公表                |                                |
| スタントン巡査マルコルム               |                          |                          |                                                 |                                     |                                                                         | アダム・ハーティグ            | アダム・ハーティグ                          |                       |                                |
| FedEXの従業員アシュリー看護師          |                          |                          |                                                 |                                     |                                                                         | アリ・タタリン                | アリ・タタリン                              |                       |                                |
| ジャック・サントス                     | トミー・スワードロー     |                          |                                                 |                                     |                                                                         |                               |                                             |                       |                                |
| グレース・プール                       |                          | グレイス・ザブリスキー   |                                                 |                                     |                                                                         |                               |                                             |                       |                                |
| ケトルウェル先生                       |                          | ベス・グラント           |                                                 |                                     |                                                                         |                               |                                             |                       |                                |
| ジョアン・シンプソン                   |                          | ジェニー・アガター       |                                                 |                                     |                                                                         |                               |                                             |                       |                                |
| フィル・シンプソン                     |                          | ゲリット・グレアム       |                                                 |                                     |                                                                         |                               |                                             |                       |                                |
| ロナルド・タイラー                     |                          |                          | ジェレミー・シルヴァース                        |                                     |                                                                         |                               |                                             |                       |                                |
| クリステン・デ・シルヴァ               |                          |                          | ペリー・リーヴス                                |                                     |                                                                         |                               |                                             |                       |                                |
| ブレット・C・シェルトン中佐            |                          |                          | トラヴィス・ファイン                            |                                     |                                                                         |                               |                                             |                       |                                |
| ハロルド・オーブリー・ホワイトハースト |                          |                          | ディーン・ジェイコブソン                        |                                     |                                                                         |                               |                                             |                       |                                |
| ジェイド・キンケイド                   |                          |                          |                                                 | キャサリン・ハイグル                |                                                                         |                               |                                             |                       |                                |
| ウォーレン・キンケイド署長             |                          |                          |                                                 | ジョン・リッター                    |                                                                         |                               |                                             |                       |                                |
| ジェシー・ミラー                       |                          |                          |                                                 | ニック・スタビル                    |                                                                         |                               |                                             |                       |                                |
| デヴィッド・コリンズ                   |                          |                          |                                                 | ゴードン・マイケル・ウールヴェット  |                                                                         |                               |                                             |                       |                                |
| レッドマン                             |                          |                          |                                                 |                                     | レッドマン                                                              |                               |                                             |                       |                                |
| ジョアン                               |                          |                          |                                                 |                                     | ハナ・スピアリット                                                      |                               |                                             |                       |                                |
| ピート・ピーターズ                     |                          |                          |                                                 |                                     | ジョン・ウォーターズ                                                    |                               |                                             |                       |                                |
| ジェニファー・ティリー                 |                          |                          |                                                 |                                     | ジェニファー・ティリー                                                  |                               |                                             |                       |                                |
| バーブ                                 |                          |                          |                                                 |                                     |                                                                         | ダニエル・ビスッティ          |                                             |                       |                                |
| イアン                                 |                          |                          |                                                 |                                     |                                                                         | ブレナン・エリオット          |                                             |                       |                                |
| ジル                                   |                          |                          |                                                 |                                     |                                                                         | メイトランド・マコーネル      |                                             |                       |                                |
| サラ・ピアス                           |                          |                          |                                                 |                                     |                                                                         | シャンタル・ケネル            |                                             |                       |                                |
| フランク神父                           |                          |                          |                                                 |                                     |                                                                         | A・マルティネス               |                                             |                       |                                |

### 主要人物
チャールズ・リー・レイ（チャッキー）
本作のメインキャラクター。「湖畔の絞殺魔」と呼ばれたという連続殺人鬼。あだ名はチャッキー。逃亡中、マイク刑事に銃撃され致命傷を負いながら逃げ込んだシカゴの玩具店で、偶然近くにあったグッドガイ人形にブードゥー教の秘術によって自らの魂を憑依させる。
人形の体でありながら力量は常人並だが、体格の差で成人に勝てず力負けする描写が多い。赤色のナイフを用いる。
殺人術に長けており、常備しているナイフや得意とした絞殺などで直接殺害する以外にも、周辺にあった道具や設備を用いての機転を利かせた殺害も多かった。
7作目では、他のグッドガイ人形に自分の意思を植え付ける事や人間に憑依する能力を身につけており、これによって分身を増やすことができるようになった。
前述の通り殺人鬼の設定は当初存在しておらず、「孤独なアンディにとって家族同然の大切な存在だったチャッキーに魂が宿り人間になるが、彼は次第にアンディのベビーシッターや学校の先生に嫉妬し、敵対視するようになる」というストーリーだった。
また、彼の名前は実際の殺人者に由来すると言われている。4作目においてニュージャーシー州ハッケンサック出身だと判明している。
- グッドガイ人形
  - 劇中に登場するチャールズ・リー・レイが魂を移す人形。米国PLAY PALS TOYS社が製造する。乾電池（単1）2本で動く。手や足、首や口で動かし、高い声で「Hi, I'm 〇〇（個体名） I'm your friend 'till the end Hidy ho-.」などと喋ることが出来る。見た目はみんな同じだが1体ずつに固有の名前があり、各シリーズのではチャッキーの他に、トミー、オスカー、ラリー、ポーリーなどが登場した。5作目において日本製であることが判明している。

アンディ・バークレー
本作の主人公。「1」から「3」と「誕生の秘密」のラストに登場。「狂気病棟」では、主要人物に復帰している。2019年公開のリメイク版でも、同名人物が主人公として登場する。
母子家庭で暮らしており、「1」で6歳の誕生日に以前から欲しがっていた念願のグッドガイ人形を母親からプレゼントされて大喜びだったが、チャッキーと名乗るグッドガイ人形との出会いによって、チャッキーから人間の肉体に乗り移る器として狙われることになる。
「2」では8歳になるが、精神病棟に隔離された母と離れ離れになってから、児童保護センターの施設に入れられていた。 物語序盤では養子として里親のシンプソン夫妻に引き取られるが、養父との関係がうまくいかず、学校ではヒステリックな教師に目の敵にされたりと散々な日々を過ごしていたが、唯一の心の拠り所は同じ養子として引き取られていた少女・カイルだけだった。
「3」では16歳に成長し、里親を転々としてきた生活と決別するため陸軍兵学校に入学。当初は授業についていけず、学校で浮いてしまうが、陸軍兵学校の女生徒のクリステン・デ・シルヴァに気にかけられ、彼女と親密になる。事件後、事件の重要参考人として警察の元へ行くことになる。今作では大人になったアンディが強調されており、グラビア写真集を持参したり、少年時代ではチャッキーから逃げることが多かったのに対し、本作では積極的にチャッキーを追うなど利発的に描かれている。
「誕生の秘密」では自分の家に贈り物としてチャッキーが忍び込んだが、アンディは察しており忍び込んでいた箱から現れたチャッキーに銃を向けて「久しぶり(吹き替えでは「これで遊ぼう」)」の言葉をかけた後に、射殺した描写があるが、実際はチャッキーは生きていて、続編の「狂気病棟」でチャッキーを痛めつつ、周りにチャッキーは生きていると訴えかけている。
ティファニー
チャッキーの恋人。「チャッキーの花嫁」で初登場。
グラマラスな金髪美女だが、チャッキーと同じく殺人には躊躇いもない残忍な性格。物語序盤でロックポート警察証拠品保管所からチャッキーの残骸を持って来させた悪徳警官を用済みとして殺害し、その残骸を持ち帰ってチャッキーを復元・復活させた。
当初は人形の姿となったチャッキーを可愛がるも、彼から結婚指輪と思い込んで嵌めていた指輪が殺した女から奪った盗品だと明かされ、挙句に最初からプロポーズする気はなかったと嘲笑されたことで幻滅、その腹いせに監禁し飼い殺しにしようとしたが、その日の夜に入浴中に電源が入ったTVを湯船に投げ込まれて感電死してしまう。そして彼によって自分が用意していた花嫁の人形に憑依し、復活を遂げる。当初は激怒して文句を言いつつ人間に戻る方法を教えられたことであっさり怒りを鎮め、チャッキーと共に殺人ハネムーンに出発することとなる。
残忍な性格ではあるが、最後の最後で心変わりしてチャッキーに襲われた被害者たちを助けたり、次回作では殺人衝動に悩むそぶりを見せたり、我が子に平穏な暮らしを送ってほしいと願うなど、チャッキーと比べればはるかに良識的である。
「チャッキーの種」では、女優のジェニファー・ティリーに憧れており、最終的にブードゥー教の儀式を成功させ、ジェニファーの肉体に憑依した。その後の作品である「誕生の秘密」「狂気病棟」でもジェニファーを乗っ取ったまま登場している。

### 『チャイルド・プレイ』より
カレン・バークレー
アンディの母親。デパートの宝石店で働きながら、女手一つで一人息子のアンディを懸命に育てている。詳細は不明だが、劇中での台詞から夫（アンディの父親）とは死別していることが分かる。
当初は自分の稼ぎではグッドガイ人形を買えなかったが、息子の喜ぶ顔が見たい一心から、友人の紹介でグッドガイ人形を売り出していたホームレスの元で定価の半額以下という破格の値段で購入する。
しかしそれがチャッキーの魂の宿った人形とは知らず、グッドガイ人形を手に入れてからアンディの身の周りで不可解な事件が立て続けに起こり始め、当初は「チャッキーの仕業」と騒くアンディの話に耳を傾けようとしなかったが、中盤で正体を現したチャッキーに襲われて、アンディの話を本気で信じるようになった。
「2」と「3」では一連の事件後の裁判で、世間から異常者扱いされているアンディの主張を支持したのが原因で精神病院に収容されている為、アンディの持つ写真のみの登場となっている。
「誕生の秘密」のラストでは、無事に退院して平穏に暮らしており、アンディとマイクとは家族ぐるみで交流し続けている模様。
マイク・ノリス
冒頭でチャッキーを射殺した刑事。当初はカレン同様、アンディの話を信用していなかったが、中盤でチャッキーに襲われてから、アンディの話を本気で信じるようになり、カレンとアンディを守ろうとする。
詳細は不明だが、「誕生の秘密」のラストにおけるアンディとカレンの電話の会話によると、カレンと交際しているらしい。
エディ・カプート
生前のチャッキーの相棒。冒頭でマイクに足を撃たれたチャッキーを、追跡してきたパトカーを振り切る形で見捨てて逃走する。
その後逮捕され、留置所に収監されるが、裁判所への護送車に乗るすきに逃亡し、隠れ家に潜んでいた際、人形として復活したチャッキーに報復として台所のガスを充満させられ、それに気付かずに侵入者と思い発砲したことで起こったガス爆発によって隠れ家もろとも吹き飛び死亡。
マギー・ピーターソン
カレンの同僚。アンディの事もグッドガイ人形を欲しがっていることも知っており、グッドガイ人形を不正規に入手した行商をカレンに紹介したことが、アンディとチャッキーの因縁の始まりともいえる。仕事で忙しいカレンの代わりにアンディの面倒をみていたが、不審者が家にいると疑い、詮索していたところをチャッキーに金槌で叩かれ、その拍子で窓から転落して死亡。
ジャック・サントス
マイクの相棒の刑事。物語終盤、チャッキーとの死闘で負傷したマイクのために救急車を呼んだ。当初は人形が命を持っているというアンディたちの話を信じておらず、バラバラになったチャッキーの残骸を軽々しく扱っていたが、千切れた腕を操るチャッキーに首を絞められる。しかし、マイクがチャッキーの心臓を撃ち抜いたことで命拾いし、ようやくアンディたちの話を信じた。
ジョン・ビショップ
生前のチャッキーにブードゥー教の秘術を教えた呪術師の黒人男性。間接的ではあるが、チャッキーが誕生した要因ともいえる人物である。
だが、以前からチャッキーのことを嫌っていたらしく、自身が教えた呪術を悪用して復活した彼から自分を人形から出すように要求された時には「天への道に背いた」として頑なに拒否した。その直後、チャッキーに自身の魔除けの人形を持ち出され、その人形を通じて手足を折られるなどの拷問を受け、人間に戻る方法を白状するが、彼に用済みとして人形の胸をナイフで刺されたことにより致命傷を負う。
その後、自分を訪ねてきたカレンとマイクにアンディの危機とチャッキーの弱点を知らせて絶命した。

### 『チャイルド・プレイ2』より
カイル
アンディが来る以前からシンプソン夫妻の養子として引き取られていた少女。
基本的には芯が強いしっかり者であるが、幼い頃は何度も里親をたらい回しにされてきた過去を持ち、 同じ境遇を持つアンディとはすぐに打ち解け、アンディも数少ない理解者である彼女を姉のように慕っていた。
当初はシンプソン夫妻と同様にアンディの話を信用していなかったが、ふとした拍子でチャッキーをゴミ箱に捨てたが、ゴミ箱に捨てたはずの（元々家にあったもう一体の）グッドガイ人形を偶然発見してゴミ箱からもチャッキーが消えていたことから、ようやくアンディの話が本当だと信じた。中盤でシンプソン夫妻をチャッキーに殺され、自分もチャッキーに襲われたのを機にアンディと協力してチャッキーに立ち向かう。
7作目の「狂気病棟」では、ラストシーンで登場し、首だけになっているチャッキーをいたぶることを連想させる場面が描かれた。また、アンディに頼まれたと言っており、大人になってからも付き合いはある模様。
なお、成長したカイルは、2作目でカイルを演じたエリスが再び演じている。
フィル・シンプソン
アンディの里親となった養父。
一見すると良心的な人格者だが、実際は厳格かつ短気で、実子ではない養子をどこか軽んじている節があり、施設で問題児扱いされているアンディを当初から色眼鏡で見ていた上、施設側の依頼を承諾しながらも乗り気では無い態度で引き取っており、家に忍び込んできたチャッキーが騒動を起こした際にはアンディを犯人扱いしてチャッキーの話を信じようとしなかった挙げ句、厄介払いと言わんばかりに施設へと送り返した。
物語後半でようやくチャッキーの正体を目の当たりにするも、時既に遅く状況を受け入れる間もなく階段から突き落とされ死亡。
ジョアン・シンプソン
フィルの妻で子供好きの女性。
夫と比べるとアンディに対して好意的であり、中盤で夫がアンディを厄介者扱いした際もアンディを庇っていたが、夫が亡くなった後は掌を返すかのようにアンディを拒絶し、施設へ送り返した。
その後、カイルがチャッキーの正体に気付いた際、いつの間にかチャッキーに絞殺されていた。
ケトルウェル
アンディが転校してきた小学校の担任の女教師。転校生には容赦のないヒステリックな未婚の中年女性で、転校したばかりのアンディを目の敵にする。
アンディが登校した際、学校に潜入したチャッキーが施した細工（アンディの答案用紙に彼女に対する悪口を書いた）をチャッキーの仕業というアンディの主張を出任せだと判断して憤慨、チャッキーを用具室に放り入れた上でアンディを反省させる為に教室に閉じ込める。その後、アンディがチャッキーから逃れる為に窓から脱出した際、アンディが用具室に隠れていると察し、探し始めたところをチャッキーに「生徒をいじめすぎる」と指摘されながら、定規で何度も殴打され殺害された。
サリバン
グッドガイ人形の製造元であるPLAY PALS TOYS社の社長。
チャッキーの修復作業中に起きた不可解なアクシデントを目の当たりにした際には、その隠蔽と復元されたチャッキーの処分を部下の重役マットソンに押し付ける。
8年後の物語である「3」では、チャッキーが起こした数々の事件によってグッドガイ人形がイメージダウンして会社が破産寸前に追い込まれるも、なおも懲りずにグッドガイ人形の再生産を決意。会議が終わった後に90年代仕様のニューモデルの1号としてプレゼントされたグッドガイ人形がチャッキーとは知らずに受け取り、更にはそのままチャッキーを自室に置いた為、最期はチャッキーに襲われた挙句ヨーヨーの糸で絞殺された。
マットソン
サリバンの部下である重役。「グッドガイ人形のイメージ回復の為」という名目でチャッキーの修復を技術者達に指示した。
序盤でチャッキーの回収と復元に成功した朗報をサリバンに伝えて作業場に案内していたが、技術者の事故死で事態は一転。機嫌を損ねたサリバンに後始末を押し付けられ、最期は復活したチャッキーにビニール袋をかぶせられて窒息死した。
グレイス・プール
児童保護センターの施設長。
里親のシンプソン夫妻にアンディを引き取らせたが、中盤でアンディを送り返されてしまい、最期はチャッキーにナイフを三発刺された後、印刷機に直撃して死亡。

### 『チャイルド・プレイ3』より
ロナルド・タイラー
戦闘機乗りの父を持つ、アンディの同期生である黒人の少年兵。
グッドガイ人形のファンで、序盤でアンディに届けようとした荷物の中身が自分が前から欲しかったグッドガイ人形（に取り憑いたチャッキー）と気付き、それをアンディに届けずにくすねてしまう。しかし、突如荷物から飛び出してきたチャッキーに驚きもせず、最新式と思い込んで彼と友達になり、アンディの警告にも耳を貸さなかったが、その経緯からチャッキーの標的にされてしまう。
ホワイトハースト
アンディと相部屋になった眼鏡をかけた少年兵。
シェルトンに目の敵にされている気弱ないじめられっ子であり、アンディと初対面の際はシェルトンとエリスにロッカーに閉じ込められた状態だった。
中盤でチャッキーがボトニックを殺害した現場を目撃したが、恐怖のあまり誰にも話せず、サバイバルゲームでチャッキーが手榴弾で仲間を皆殺しにしようとした際には責任を感じて爆発から仲間を守る為に自ら盾となって命を落とした。
クリステン・デ・シルヴァ
陸軍兵学校の女生徒。
新入りのアンディと早々意気投合し、射撃訓練をレクチャーしたり、人気の無い場所で彼とキスを交わした。
中盤からはチャッキーに人質にされながらもアンディと協力してチャッキーに立ち向かう。チャッキーに足を撃たれた際、彼に殺害された遊園地の警備員の銃をアンディに託す。終盤で救急車に搬送される際、重要参考人として警察の元へ行くアンディに励ましの言葉をかけた。
シェルトン
陸軍兵学校の教官で、階級は中佐。
自分より格下の相手を見下す傲慢な性格で、度々自らが上の人間であるということを強調している。
妹がいるらしく、アンディから没収したチャッキーを妹にプレゼントしようとしていた。
訓練生のホワイトハーストを以前から奴隷扱いして虐げ、集会で彼を罵倒した際にその振る舞いに悪態をついたクリスティンを大勢の前で腕立て伏せを強要させて貶める等、散々なパワーハラスメントを働き、新入りのアンディに対しても例外なく高圧的に振舞う。しかし、一方で自分より立場が上の者に対しては頭が上がらず、なりふり構わずというだけではないようである。
最期はサバイバルゲームで同士討ちを目論んだチャッキーが仕掛けた罠によって実弾が心臓に直撃し、死亡。
エリス
シェルトンと共に行動している軍人で階級は少佐。
シェルトンの腰巾着とも言える男で、彼と共にホワイトハーストを日頃からいじめていた。中盤でシェルトンが死亡した際には傍にいたアンディの仕業と決めつけて彼に殴りかかった。
ボトニック
生徒の理髪を担当している軍人で、階級は軍曹。日常的には自制しているものの髪を見たら切りたがる一面があり、それがチャッキーに殺害される一因ともなった。
軍隊のヘアスタイルに関する規律にうるさく、当初はセミロングだったアンディの髪を容赦なく短く刈った。
中盤でホワイトハーストを散髪した後、近くにいたチャッキーを面白半分にシェーバーで丸刈りにしようとしたところ、レザーを手に持ったチャッキーに喉をかっ切られて死亡。その現場を偶然忘れ物を取りに戻ってきたホワイトハーストに目撃された。
コクラン
陸軍兵学校の校長で、階級は大佐。
二度もベトナム戦争に行軍した経験のある叩き上げの軍人。面接してきたアンディに対しては厳しい態度を取りつつも、叱咤激励して入学を許可した。
序盤でチャッキーと一緒にいたタイラーを目撃した際、「男のくせに人形遊びなどやめろ」とチャッキーを取り上げ、更にはゴミ収集車に投げ込んだ。中盤で校長室に忍び込んできたチャッキーに襲撃されるが、老齢で心臓が弱っていた為か、驚いたショックで心臓麻痺を起こし、チャッキーが直接手を下す前に死亡。

### 『チャイルド・プレイ/チャッキーの花嫁』より
ジェシー
ティファニーの知り合いの好青年。
恋人のジェイドを愛しているが、彼女の叔父の妨害でなかなか進展しない日々を過ごしており、物語序盤で人形となったティファニーに利用される形で駆け落ちを決意し、ジェイドと愛の逃避行に走り、事件に巻き込まれる。
ジェイド
ジェシーの恋人。過干渉で厳格な警察署長の叔父・ウォーレンに悩まされており、彼の妨害でジェシーとの関係が上手く進展していないことに悩んでいる。
ジェシーの親友・デヴィッドの励ましと助言でジェシーと駆け落ちをするが、事件に巻き込まれる。
デヴィッド
ジェシーの親友。彼とジェイドの仲を応援しており、あの手この手で二人を引き裂こうとするジェイドの叔父であるウォーレンに憤りを見せていた。
中盤でジェシーとジェイドが連続殺人犯として指名手配されてしまった時も無実を信じ続け、二人の間に誤解が生じていると諭したが、その直後、ジェシーの車の後部座席の収納スペースに入れられていたウォーレンの死体を発見してしまい、二人を拒絶。車から降りて偶然通りかかった保安官のパトカーに助けを求めたが、直後チャッキーとティファニーに銃を突きつけられ思わず逃走した挙句、追い討ちをかけるかの如く目の前を走行していたトレーラーに轢かれて肉体を四散させながら即死した。
ウォーレン・キンケイド
ジェイドの叔父である警察署長。日頃からジェイドの行動に目を光らせており、彼女の恋人であるジェシーを厄介者扱いするばかりか、職権を濫用して買収した地元の悪徳警官と共に二人の交際を妨害する等、目的の為には手段を選ばない悪辣な性格。
なお、ジェイドが18歳を過ぎれば、彼女を自由にさせるつもりではあった模様。
序盤でジェイドとジェシーが駆け落ちを切り出した際には思惑を察知し、ジェシーの車のドアをバールでこじ開けて侵入し、あらかじめ用意した大麻を車内に忍ばせた上ででっち上げで彼を逮捕しようと画策するが、そのことでチャッキーとティファニーに邪魔者と見なされ、彼らが仕掛けたトラップで顔面に無数の釘を打ち込まれ卒倒、後部座席の収納スペースに入れられる。
だが、この時点では死亡しておらず、中盤ジェシーとジェイドが車から離れた後に息を吹き返し、車から逃げ出そうとしたところをチャッキーにナイフで滅多刺しにされ死亡した。
ノートン
ウォーレンがジェシーとジェイドの仲を引き裂く為に買収した悪徳警官で、彼と共に常日頃からジェシーとジェイドを見張っており、自身も報酬目当てで熱心に二人に対して嫌がらせを行う。
物語の序盤、駆け落ちしたジェシーとジェイドを、事前にウォーレンと打ち合わせた作戦通りに妨害し、ウォーレンが忍ばせた大麻を発見。ジェシーを口汚く罵って署に報告しにパトカーに戻ったところをチャッキーに放火され、その炎がガソリンに引火して（手を振るチャッキーとティファニーを目撃しつつ）断末魔の叫びを上げながら爆死した。
ダミアン・ベイロック
ティファニーのボーイフレンド。長髪と下唇のピアス、上半身のタトゥーが特徴のヘビメタ風の男。
ティファニーに気に入られようと人を殺したように見せかけようとするが、マニキュアを落としていなかった為に特殊メイクの自作自演だとすぐに見破られてしまう。その後、彼女にベッドに縛り付けられたところを復活したチャッキーに下唇のピアスを引き千切られ、血を大量に吹き出した挙げ句、枕を顔に押し付けられて窒息死した。彼の遺体は翌日の雨上がりの朝にティファニーにトランクに入れられ川に遺棄された。
本名はハワード・フィッツウォーター。ティファニーと付き合う以前は、横分けの髪型で眼鏡をかけた真面目そうな青年であった。
プレストン
劇中におけるニュースで何度かインタビューに登場している敏腕刑事。チャッキーとティファニーが殺人を開始した時には、ジェシーとジェイドを容疑者と断定した。
だが、終盤ハッケンサックの墓地に駆け付けた際、墓穴で罵詈雑言を吐いて暴れるチャッキーを目の当たりしたことで、一連の事件がチャッキーとティファニーの犯行だと察し、改めて事件の真実とジェシーとジェイドの無実を証明すべく、検視官の派遣を要請し二人を帰宅させ解放する。その後、現場検証の為にティファニーの死を確認しようとした矢先に、彼女が突如産気づき赤ん坊（グレン）が誕生。錯乱のままに襲われ生死不明に。
ラス、ダイアン
物語中盤、ナイアガラで二人だけの結婚式を挙げたジェシーとジェイドが泊まったモーテルに宿泊していた、新婚を装い転々と金品を盗んでいた強盗のカップル。
ジェシーとジェイドの部屋と自分たちの部屋が偶然相部屋だったことで、二人の部屋に酔ったふりをして入り、ラスがチャッキーについての話を持ちかけて二人の気を逸らした隙に財布をくすねたが、その一部始終を見ていたティファニーの怒りを買い、最期は自室のウォーターベッドでセックスしていたところを彼女に襲撃され死亡。
ロバート・ベイリー
冒頭に登場した悪徳警官。ティファニーから礼金をもらう約束で、ロックポート警察証拠品保管所からチャッキーの残骸の入った黒いビニール袋を持ち出し、（ティファニーの忠告に耳も貸さず）好奇心から中身を覗き込んだところを突然現れたティファニーにナイフで喉を掻き切られ死亡。
その後、ティファニーに奪われたライターはノートンの殺害に使われ、これによりジェシーとジェイドは連続殺人事件の容疑者として指名手配されることになるが、後にチャッキーの指紋も採取される。
「チャッキーの種」では彼の遺族（電話の声のみ）が登場している。

### 『チャイルド・プレイ/チャッキーの種』より
グレン / グレンダ
「チャッキーの花嫁」のラストで誕生したチャッキーとティファニーの息子。
髪こそチャッキー譲りの赤毛であるが、中性的な容姿で顔は痩せ細っており、気弱で殺人を嫌うほど心優しい性格である等、見た目も性格も両親に全く似ても似つかない。驚くとすぐに失禁する癖がある。
本編から6年前に腹話術師にアメリカから連れて来られ、シットフェイスと名付けられてイギリスの見世物小屋でこき使われていた。
ある日テレビで殺戮人形の都市伝説となったチャッキーとティファニーがハリウッドで映画化するというニュースを知り、腹話術師から命からがら逃亡し、チャッキーとティファニーのいるハリウッドへ渡る。長い旅路の末、ハリウッドにたどり着き、倉庫の小道具の中からチャッキーとティファニーのレプリカ人形を発見し、お守りとして生まれた時から持たされていた「ダンバラの心臓」に記された呪文を読み上げ2人を復活させ、再会を果たす。
だが、それからほどなく、殺人鬼の道を歩ませる事を望むチャッキーと、平凡な人生を送らせる事を望むティファニーとの間で板挟みとなり、その影響で自分の中にあるグレンダという殺人鬼の人格が具現化し、二重人格となった。
ジェニファー・ティリー
ティファニーが憧れている人気女優。
それなりに有名なセレブで、大抵のスキャンダルやバッシングに動じない程の図太い性格の持ち主だが、何故かジュリア・ロバーツを目の敵にしている。当初から落ち目の状態だったらしく、大きな役を得るためにマネージャーの制止も聞かずに映画監督のレッドマンが構想中の新作映画の主役を狙い、彼を色仕掛けで主役に抜擢させようとする。
物語中盤、レッドマンと共にティファニーに襲撃され、意識を失っている間に強制的に妊娠（ティファニー曰く「ブードゥー妊娠」）させられた挙げ句、その影響により僅か数日の間に下腹部が大きく膨張する。
終盤、ティファニーに監禁されて男女の双子を出産。そこへセキュリティシステムの通報で駆け付けた警官に保護され、双子と共に病院に搬送されるが、最後はブードゥー教の儀式を成功させたティファニーに肉体を乗っ取られ、双子もグレンとグレンダの魂をそれぞれ移されてしまった。
レッドマン
ラッパー兼映画監督の黒人男性。
ジェニファーの大ファンで、彼女の色仕掛けを機に親しくなり、自身もまんざらではない様子であった。
人当たりのいい多才であるが、同時に無神経で了見の狭い人物でもあり、中盤でジェニファーが妊娠した際には掌を返して主役から降ろし、その上悪びれることもなく彼女の怒りを買うような接し方をした（その際、ハリウッドに来た時にパイプカットをしたことを明かしている）。
当初はチャッキーの魂を憑依させる器としてチャッキー達に生かされていたが、上記の一部始終を聞いていたティファニーの怒りを買い、最期は1人で食事していたところを彼女に襲撃され、腹部から内臓を飛び出しながら死亡した。
ジョーン
ジェニファーのマネージャー。
真面目な性格でマネージャーの仕事をこなしているが、ジェニファーのマイペースに頭を悩ませており、その度に彼女に苦言を呈していた。中盤ではそれが原因でジェニファーの不興を買い、マネージャーを解雇される。
その後、妊娠で乱心したジェニファーからの電話で思わず彼女の身を案じて駆け付けたが、最期はティファニーに扮したグレンのスプレーの噴射で全身を焼かれそのはずみで階段から転落して死亡するという無残な最期を遂げた。
ピート・ピーターズ
ジェニファーのスキャンダルを手にするために、以前から彼女を執拗に追っていたタブロイド紙のパパラッチ。
中盤でジェニファーとレッドマンの密会現場を盗撮しにジェニファーの自宅へと忍び込み、2人の密会現場を盗撮した次いでに人工受精の準備に取り掛かっていたチャッキーの姿も撮り逃走したが、その一部始終に気づいた彼に目をつけられてしまう。
最期は自宅の現像室で写真を現像していたところを、チャッキーを止めようと目の前に現れたグレンに思わず驚いて後ろの薬品棚にぶつかり、棚に置いてあった硫酸を頭からかぶり死亡した。
スタン
ジェニファーに雇われているリムジンの運転手。
ジェニファーに想いを寄せているものの、空回りの連続でなかなか距離が縮まらない日々を過ごしている。
終盤でジェニファーの真似をしたティファニーに電話で呼び出され、ジェニファーと共に監禁されてしまう。レッドマンの代わりとしてチャッキーの魂を移し替える器にされそうになるが、最期は自力で拘束を解いたところをチャッキーにナイフで刺され死亡。
サイクス
6年前に拾ったチャッキーとティファニーの子供（グレン）をシットフェイスと名付けて見世物として利用していたレゲエ風の偽腹話術師。
商売以外の時はシットフェイスをオリに入れて事あるごとに怒鳴り散らす等、普段から彼をぞんざいに扱っていた。
序盤で両親の存在を知ったシットフェイスが抜け出した際には怒り心頭で追いかけるが、結局取り逃がしてしまう。

### 『チャイルド・プレイ/誕生の秘密』より
ニカ・ピアース
先天性の障害で車椅子生活を強いられており、精神の病んだ母親と共に屋敷で暮らしていた女性。たまに心臓発作を起こしている模様。　
序盤で差出人不明の荷物として送られてきたグッドガイ人形・チャッキーが屋敷に届いた日に母親が亡くなり、その翌日、姉・バーブの家族とベビーシッター、フランク神父が屋敷を訪れ、一緒に食事会を開いた。
中盤でチャッキーを不審に思い、ネットでチャッキーの事件とその事件の生存者であるアンディの存在を知り、更にその記事のリンクから、チャッキーとチャールズ・リー・レイの関係に辿り着き、チャールズがホームビデオに写っていた男と同一人物だと悟る。
その後、斧を持ったチャッキーに襲われるが、障害で足に感覚が無い状態を利用する形であえて斧を足で受け止め、その隙をついて足に刺さっていた斧を抜いて反撃に成功するが、傷の手当てをしている間に復活したチャッキーによって、車椅子に乗ったまま1階に突き落とされる。それと同時に、25年前にチャールズが母親ごと生まれる前の自分をナイフで刺したのが原因で先天性の障害を患ってしまった事を知る。
終盤でチャッキーに追い詰められながらも、アンディがまだ生存している事、「完了できない症候群」である事を指摘して挑発し、襲いかかって来たチャッキーをナイフで突き刺して返り討ちにする。その直後、フランク神父の交通事故の捜査で屋敷に駆け付けたスタントンに一連の事件の犯人と決め付けられ逮捕される。
その後、責任能力無しの殺人犯として無期限で隔離施設に収容されるが、車椅子で法廷から退出する際、自分を殺し損ねて法廷に座らされているチャッキーに対して勝ち誇ったような表情を浮かべながら罵倒した。
7作目の「狂気病棟」では、総合失調症と診断されロックムア精神病院に収容されており、それから4年間、医師による人体実験まがいの治療（主に電気ショック）をさせられ続ける日々を過ごし、更には「家族を惨殺したのは自分であってチャッキーの存在は妄想」だと思い込まされる形で現実を直視するよう説得され、誰からも無実を信じてもらえずに先の見通しも無いまま異常者扱いされ続けた結果、とうとう「家族を殺したのは姉への嫉妬心とアリスに対する独占欲によるもの」と自分に言い聞かせる程、卑屈で後ろ向きな思考になってしまう。その後、統合失調症が改善したと判断され、フォーリーの計らいで監視が緩めのハロゲート精神科病院へと転院された。
そこで出会ったマルコムやカルロスとの交流で安らぎを得たものの、病院を訪れたティファニーからアリスの死を聞かされた事で再び絶望の底に突き落とされてしまい、そのショックからリストカットで自殺しようとしたが、この時既に病院に侵入していたチャッキーに自殺を阻止されて一命を取り留め、代わりに患者の1人がリストカットで殺害された事を境に再びチャッキーとの戦いに挑む事になる。
病院内で患者や職員が次々と殺され、自身もチャッキーに追い詰められて身動きが取れなくなり、遂に諦めて死を選ぼうとしたが、ブードゥー教の呪文を唱えたチャッキーに肉体を乗っ取られる。ブードゥー教の秘術の影響からか、身体機能が回復して自分の足で歩けるようになり、チャッキーそのものと言える残忍な性格になるなど、身も心も変貌してしまう。その後、アンディを病室に閉じ込めて病院から抜け出し、ちょうど迎えに現れたティファニーと共に何処かへと去って行った。
サラ・ピアース
ニカの母親。
夫ダニエルの友人であり、近所に住んでいたチャッキーに対しては当初好意的であったが、ダニエルが溺死した後、自分がダニエルの代わりになろうと本性を現したチャッキーによって監禁される。密かに警察に通報するが、屋敷に警察が迫っている事に激昂したチャッキーにナイフで腹部を刺されて重傷を負う。母子共に一命を取り留めたものの、その時の負傷が原因でニカは生まれつき足が不自由となり、自身もそのショックで心を病んでしまう。
最期は、物語序盤人形として復活したチャッキーが屋敷に届いた日に彼の手によって殺害される。
バーブ
ニカの姉で、母親の死後にほどなく遺産相続の手続きも兼ねてニカの元へと訪れる。
普段は出版業界に勤めているが、現在は不景気である上、娘の学費が嵩み、家計が苦しい状態である模様。
表面上は妹思いであったが、ニカの元へと訪れたのは屋敷を売却して大金をせしめるためであり、更には彼女をお荷物扱いして障害者施設へと入所させようとしていた。
レズビアンで、ジルとは恋人同士である。夫に隠れて彼女と付き合っているが、家庭を蔑ろにしているわけでなく、特に娘に対しては愛情を注いでいる。このことから、家族も愛人も両方取りたがっている節がある。
中盤でジルとの関係をイアンに知られた上、彼から親権の剥奪を仄めかされ逆上。チャッキーの事を警告してきたニカに対してもイアンとグルであると誤解して当り散らした。
最期は正体を現したチャッキーにナイフで左目を刺され、死亡。
ジル
アリスのベビーシッター。セクシーなブロンド美女。
バーブと同じくレズビアンであるが、彼女とは違い、屋敷の売却には乗り気ではなかった。また、グッドガイ人形の存在を認知している。
夜中に下着姿でバーブとビデオチャットをしていたところ、チャッキーに雨漏りのバケツの水を床ごとコンセントに撒かれたことで感電死する。
イアン
バーブの夫で、普段はコーヒーショップで働いているが、収入は彼女よりも少ない。また、ジルと同じくグッドガイ人形の存在を認知している。
娘のアリスを溺愛しており、仕事のためになかなか娘にかまってあげられない現状を負い目に感じている。その一方で、以前からバーブとジルの関係を疑っていたらしく、バーブのカードで買った隠しカメラをチャッキーの胸ポケットに仕込んで彼女達の様子を監視していた。それからほどなくして、2人の関係を知ると、それをネタにバーブを脅迫して彼女から親権を取ろうとした。
中盤でバーブが殺され、アリスが行方不明になった際には疑心暗鬼からニカを犯人と決めつけて彼女を部屋に監禁する。その後、隠しカメラと直結したモニターでアリスの行方とチャッキーの正体を知るが、時既に遅く部屋に入ってきたチャッキーに不意をつかれ転倒、斧で下顎を切断され死亡した。
アリス
バーブの娘で、ニカの姪。両親と共にニカの屋敷へと訪れた際に彼女からプレゼントされたチャッキーをすぐに気に入る。
普段から両親が多忙で寂しい日々を過ごしていたらしく、屋敷に来る前はあまり元気がなかった様子で、ジルからもその事を心配されていた。その影響からか、チャッキーを一番の友達として寂しさを紛らわしている節があり、何の疑いも持たずにチャッキーの言葉を真に受ける等、良くも悪くも子供らしい純真な一面を持つ。
中盤ではかくれんぼの一環として、チャッキーに言われるがままに部屋に閉じ込められてしまう。終盤では両親を亡くしてニカが逮捕されたその後、祖母の元に引き取られるがチャッキーと再会し、「魂交換ごっこ」に誘われる。その後の消息及び生死は不明だったが、7作目の「狂気病棟」ではチャッキーに殺害されたことが判明した。
フランク
バーブの知人である神父。
サラの死後、バーブに連れられる形でニカの屋敷へと訪れた。イアンやジルと同様、グッドガイ人形を認知している。
その日の晩の夕食でチャッキーが仕込んだ殺鼠剤入りのスープを口にして急激に体調が悪化。だが、スープが原因とは気づかずに急用と称して途中で退席。その状態で車で帰宅した結果、途中で事故を起こして首を切断するという無残な最期を遂げた。
スタントン
フランク神父の知人である警官。
自分の名付け親だったフランク神父の教会に通っている。序盤でフランク神父が死亡した際には唯一彼の死に不審感を抱いていた。
終盤でフランク神父が最後に訪れたニカの屋敷に駆け付け、上記の事情もあってチャッキーに襲われたニカを犯人と決めつけて逮捕。その後、ニカが法廷に立たされるシーンで傍聴に同席していた。
その後、ティファニーから礼金をもらう約束で証拠品保管所からチャッキーを持ち出すが、彼女に用済みとして殺害される。

### 『チャイルド・プレイ/チャッキーの狂気病棟』より
マルコム
ハロゲート精神病院の患者。基本的に気さくでフレンドリーな人物で、入所してきたニカとすぐに打ち解けていた。著名人の人格を持つ多重人格者で普段はマイケルと名乗っているが、時折自分の名前を変え、その後も病院内で殺人事件が起きた際ニカの味方となりつつも、中盤からチャールズ（チャッキーの本名）を名乗った。
実は「有名になりたい」という願望から、度々多重人格者として振舞っていただけであり、物語後半看護師のアシュリーがチャッキーに殺害された際、偶然鉢合わせになったニカの前で「自分が殺した」と主張したが、既にニカはチャッキーに肉体を乗っ取られておりすぐに嘘だとばれてしまう。更には自身の心の奥底にある弱さを見抜かれて自らのアイデンティティーが脆くも崩れ去り、虚勢を張ることもできずに動揺したところを別のチャッキーに背後から電動ドリルで頭部を貫かれて死亡。
アンジェラ
ハロゲート精神病院の患者。総合失調症の老婆で自身を幽霊と信じ込んでいる。元ホームレスで30年前に路上で保護され、それ以降は長年ハロゲート精神病院で生活を送っている。
物語序盤チャッキーに手首を切られ、その後ベッド上で失血死した状態で発見された。
クレア
ハロゲート精神病院の患者。アンジェラの世話役である東洋系の女性。元放火犯だが、人は殺していない。
勝気な性格でヒステリックな一面があり、尚且つ感情に任せて発言する事が多い。また、殺人を犯していない立場をいい事に殺人犯として裁かれたニカに対しては当初から差別的な態度を取り、アンジェラがチャッキーに殺された際には真っ先にニカを疑った。
物語中盤、チャッキーに襲われた事でようやくアンジェラの死の真相を知るも、直後駆けつけたフォーリー達に取り押さえられ、その時に興奮状態で暴れた為、ヒステリー性神経症と間違われベッドに縛りつけられてしまい、最期は麻酔薬で身動きができなくなったところをチャッキーに襲われ、天井から落ちてきたガラスの破片で首を切断して死亡する。
フォーリー
ニカの主治医。ロックムア精神病院で治療を続けていたニカの症状改善を考慮して警備態勢が軽く自由度の高いハロゲート精神病院へと転院させた。
序盤では治療の一環としてグッドガイ人形を使ったセラピーをニカ達に受けさせており、基本的にマルコムやカルロス同様に病院内では好人物として振舞っているものの、患者が次々と殺された際には事故や自殺と決めつけつつも、内心ではニカに疑いを向けており、中盤では真相を探る為に催眠術を提案し、薬品の投与とライトの明滅によりニカに催眠をかけ、誘導尋問により犯行を裏付ける証言を引き出そうとしていたところを背後からチャッキーに瓶で殴られて気絶。 後日、第三者の可能性すら認めずにニカを犯人扱いしていたが、その時は口頭注意だけに留めていた。
当初は人当たりのいい物腰柔らかな医師として振舞っていたが、実はニカのような女性患者を性的対象にする本性を持ち、ニカを待遇の良いハロゲート精神病院に移送させたのも以前から彼女に目をつけていた為であった。また、その傍らでニカを論文の研究対象としても見ていたようである。
病院内で連続殺人が起きた事で疑心暗鬼になると同時に下劣な本性を露わにするようになる。やがて事態が自身の手に負えなくなり、全てをバラすと糾弾したニカに対しては「統合失調症の言葉など誰も信じない」とタカを括った上で前の病院へと送り返す事を告げたが、直後に再びチャッキーに背後から殴られて気絶し、最期は意識を取り戻したところをチャッキーに憑依されたニカにハイヒール（再び気絶させられる直前にニカに履かせた物）で頭部を踏み砕かれ死亡。
マデリン
ハロゲート精神病院の患者。入所する以前は育児ノイローゼで我が子を殺しており、そのトラウマからフォーリーが用意したグッドガイ人形を肌身離さず可愛がるようになる。
上記の過去の名残りなのか、常にグッドガイ人形を抱っこしたり、授乳の真似事で乳房を押しつけるなど奇行に走っていた。最期はチャッキーに舌を引き抜かれて死亡。
カルロス
ハロゲート精神病院の職員。一見すると無愛想で強面な男性であるが、入所してきたニカを差別する事なく病室に案内するついでに差し入れを与える等、根は親切な人物である。
物語終盤、フォーリーのオフィスに入室したところを運悪く3体のチャッキーに遭遇、その場にいたニカの叫びもむなしく一斉に襲いかかってきたチャッキー達に袋叩きにされて死亡。
アシュリー
ハロゲート精神病院の看護師。 物語後半まで、生き延びていたものの、立て続けに起こる殺人の恐怖からフォーリーに辞職を告げた後にいつの間にかチャッキーに殺害された。
レイチェル
アンディの交際相手。以前からアンディと親密になっていたようだが、付き合った当初はチャッキーの事件を含む彼の過去を知らなかった模様。
その後アンディの過去をネットで調べたのを機に、最後は彼を気味悪がるようになり別れ話を切り出した。

## スタッフ
| 役職     | 映画                                           | 映画                                 | 映画                                            | 映画                                       | 映画                              | 映画                                                                              | 映画                                                                              | 映画                                                    | テレビ                                                |
| 役職     | チャイルド・プレイ                             | チャイルド・プレイ2                  | チャイルド・プレイ3                             | チャイルド・プレイ/チャッキーの花嫁        | チャイルド・プレイ/チャッキーの種 | チャイルド・プレイ/誕生の秘密                                                     | チャイルド・プレイ 〜チャッキーの狂気病棟〜                                       | チャイルド・プレイ                                      | Chucky                                                |
| -------- | ---------------------------------------------- | ------------------------------------ | ----------------------------------------------- | ------------------------------------------ | --------------------------------- | --------------------------------------------------------------------------------- | --------------------------------------------------------------------------------- | ------------------------------------------------------- | ----------------------------------------------------- |
| 監督     | トム・ホランド                                 | ジョン・ラフィア                     | ジャック・ベンダー                              | ロニー・ユー                               | ドン・マンシーニ                  | ドン・マンシーニ                                                                  | ドン・マンシーニ                                                                  | ラース・クレヴバーグ                                    | ドン・マンシーニ                                      |
| 脚本     | ドン・マンシーニジョン・ラフィアトム・ホランド | ドン・マンシーニ                     | ドン・マンシーニ                                | ドン・マンシーニ                           | ドン・マンシーニ                  | ドン・マンシーニ                                                                  | ドン・マンシーニ                                                                  | タイラー・バートン・スミス                              | ドン・マンシーニ                                      |
| 製作     | デヴィッド・カーシュナー                       | デヴィッド・カーシュナー             | ロバート・レザム・ブラウン                      | デヴィッド・カーシュナー                   | デヴィッド・カーシュナー          | デヴィッド・カーシュナー                                                          | デヴィッド・カーシュナーオグデン・ギャヴァンスキー                                | セス・グレアム＝スミスデヴィッド・カッツェンバーグ      | 未公表                                                |
| 製作     | デヴィッド・カーシュナー                       | デヴィッド・カーシュナー             | ロバート・レザム・ブラウン                      | グレイス・ギルロイ                         | コーリー・シエネガ                | デヴィッド・カーシュナー                                                          | デヴィッド・カーシュナーオグデン・ギャヴァンスキー                                | セス・グレアム＝スミスデヴィッド・カッツェンバーグ      | 未公表                                                |
| 作曲     | ジョー・レンゼッティ                           | グレーム・レヴェル                   | コリー・レリオスジョン・ダンドリア              | グレーム・レヴェル                         | ピノ・ドナッジオ                  | ジョセフ・ロドゥカ                                                                | ジョセフ・ロドゥカ                                                                | ベアー・マクレアリー                                    | 未公表                                                |
| 撮影     | ビル・バトラー                                 | ステファン・チャプスキー             | ジョン・R・レオネッティ                         | ピーター・パウ                             | ヴァーノン・レイトン              | マイケル・マーシャル                                                              | マイケル・マーシャル                                                              | ブレンダン・ウエガマ                                    | 未公表                                                |
| 編集     | エドワード・ワーシルカロイ・E・ピーターソン    | エドワード・ワーシルカ               | スコット・ウォレスエドワード・A・ワーシルカ・Jr | デヴィッド・ウーランディ・ブリッカー       | クリス・ディケンズ                | ジェームズ・コブレンツ                                                            | ランディ・ブリッカー                                                              | トム・エルキンズ                                        | 未公表                                                |
| 製作会社 | ユナイテッド・アーティスツ                     | リヴィング・ドール・プロダクションズ | ユニバーサル・ピクチャーズ                      | デヴィッド・カーシュナー・プロダクションズ | ラ・シエネガ・プロダクションズ    | ユニバーサル1440・エンターテインメント デヴィッド・カーシュナー・プロダクションズ | ユニバーサル1440・エンターテインメント デヴィッド・カーシュナー・プロダクションズ | オライオン・ピクチャーズ カッツスミス・プロダクションズ | NBCユニバーサル・テレビジョン・ディストリビューション |
| 配給     | ユナイテッド・アーティスツ                     | ユニバーサル・ピクチャーズ           | ユニバーサル・ピクチャーズ                      | ユニバーサル・ピクチャーズ                 | ローグ / レラティビティ・メディア | ユニバーサル・ピクチャーズ                                                        | ユニバーサル・ピクチャーズ                                                        | ユナイテッド・アーティスツ・リリーシング                | ユニバーサル・テレビジョン                            |
| 放送局   |                                                |                                      |                                                 |                                            |                                   |                                                                                   |                                                                                   |                                                         | Syfy                                                  |
| 上映時間 | 87分                                           | 84分                                 | 90分                                            | 89分                                       | 86分                              | 97分                                                                              | 91分                                                                              | 未公表                                                  | 未公表                                                |
| 公開日   | 1988年11月9日                                  | 1990年11月9日                        | 1991年8月30日                                   | 1998年10月16日                             | 2004年11月12日                    | 2013年9月24日                                                                     | 2017年10月3日                                                                     | 2019年6月21日                                           | 2020年                                                |

## 評価

### 興行収入
| 作品                                        | 公開日         | 興行収入     | 興行収入    | 興行収入     | 興行収入                     | 製作             | 参考文献      |
| 作品                                        | 公開日         | 北米         | 北米外      | 世界         | 世界（インフレーション調整） | 製作             | 参考文献      |
| ------------------------------------------- | -------------- | ------------ | ----------- | ------------ | ---------------------------- | ---------------- | ------------- |
| チャイルド・プレイ                          | 1988年11月9日  | $33,244,684  | $10,952,000 | $44,196,684  | $83,933,325                  | $9,000,000       | [ 22 ] [ 23 ] |
| チャイルド・プレイ2                         | 1990年11月9日  | $28,501,605  | $7,262,000  | $35,763,605  | $64,740,8729                 | $13,000,000      | [ 24 ] [ 25 ] |
| チャイルド・プレイ3                         | 1991年8月30日  | $14,960,255  | $5,600,000  | $20,560,255  | $35,716,113                  | $13,000,000      | [ 26 ]        |
| チャイルド・プレイ/チャッキーの花嫁         | 1998年10月16日 | $32,404,188  | $18,288,000 | $50,692,188  | $73,581,099                  | $25,000,000      | [ 27 ] [ 28 ] |
| チャイルド・プレイ/チャッキーの種           | 2004年11月12日 | $17,083,732  | $7,745,912  | $24,829,644  | $31,099,354                  | $12,000,000      | [ 29 ]        |
| チャイルド・プレイ                          | 2019年6月21日  | $29,208,403  | $15,693,834 | $44,902,237  | $44,902,237                  | $10,000,000      | [ 30 ]        |
| 合計                                        | 合計           | $126,194,464 | $49,847,912 | $205,250,779 | $333,973,000                 | $64,000,000（E） |               |
| 備考 - （E） - 資料がある数値に基づく推定値 |                |              |             |              |                              |                  |               |

### 批評家の反応
| 映画                                        | Rotten Tomatoes   | Metacritic      |
| ------------------------------------------- | ----------------- | --------------- |
| チャイルド・プレイ（1988年）                | 67% (36 reviews)  | 58 (18 reviews) |
| チャイルド・プレイ2                         | 40% (15 reviews)  | 37 (16 reviews) |
| チャイルド・プレイ3                         | 23% (13 reviews)  | 27 (13 reviews) |
| チャイルド・プレイ/チャッキーの花嫁         | 46% (35 reviews)  | 48 (17 reviews) |
| チャイルド・プレイ/チャッキーの種           | 33% (75 reviews)  | 46 (17 reviews) |
| チャイルド・プレイ/誕生の秘密               | 76% (21 reviews)  | 58 (5 reviews)  |
| チャイルド・プレイ 〜チャッキーの狂気病棟〜 | 77% (22 reviews)  | 69 (5 reviews)  |
| チャイルド・プレイ（2019年）                | 61% (102 reviews) | 47 (31 reviews) |
| 平均値                                      | 52%               | 49              |

## 論争
『チャイルド・プレイ』は数件の犯罪事件に影響を与えたとして論争を起こした。
1992年12月に16歳の少女のスザンヌ・キャッパーが拷問の末に殺害された事件で加害者達は映画『チャイルド・プレイ』からサンプリングされた曲「Hi, I'm Chucky (Wanna Play?)」を口ずさみながら行為に及んだ。
1993年に2人の少年がジェームズ・バルガーという幼児を誘拐して殺害した事件は『チャイルド・プレイ3』の影響であると言われた。事件と映画の関係は映画検閲官のジェームズ・ファーマンにより否定された。
2009年4月にサウスヨークシャー州エドリングトンで9歳と11歳の少年に10歳と12歳の少年が暴行を加えた事件で、加害者達は『チャイルド・プレイ』を含むホラー映画を6歳か7歳の頃から鑑賞していたと報じられた。
2015年にロシアで逮捕された連続殺人犯のエレナ・ロバチェヴァはモスクワで彼女とその仲間のギャング達が起こした事件は『チャイルド・プレイ/チャッキーの花嫁』からインスピレーションを得たと証言した。

## その他のメディア

### ビデオゲーム
スリムタウン・スタジオは、エンドレスランナー型ビデオゲーム「Chucky: Slash & Dash」を発表した。このゲームは、iPhone、iPad、iPod Touch、Android端末で発売された。これは、ユニバーサル・パートナーシップ＆ライセンシング社との契約により、公式にライセンスされた初のスマートフォンとタブレット用のChild's Playビデオゲームを開発・発売することになったもの。ゲームプレイは、実際に2作目のクライマックスをモチーフにしている。

### ユニバーサル・テーマパークのアトラクション
- チャッキーのホラー・ファクトリー（2014年）
  - ハロウィーン・ホラー・ナイト期間のみ開催のホラー・メイズで、チャッキーのホラーアトラクションはこの年2014年に初登場した。ゲストはトイショップを訪れた後、裏手にある殺人鬼チャッキーとその手下達により、人間を解体して組み立てるといった残忍な行為が行われているおもちゃ工場へと侵入していくという内容である。
- チャッキーのホラー・ファクトリー2（2015年）[51]
  - ハロウィーン・ホラー・ナイト期間のみ開催のホラー・メイズ。内容は2014年の続編で、ゲストはチャッキー達による残忍な殺人事件の後、廃墟となったトイショップと工場を訪れるというもの。
- チャッキーのホラー・ファクトリー3（2016年）[52]
  - ハロウィーン・ホラー・ナイト期間のみ開催のホラー・メイズ。内容は2014年の続編で、ゲストはチャッキー達による残忍な殺人事件の後、廃墟となったトイショップと工場を訪れるというもの。
- カルト・オブ・チャッキー ～チャッキーの狂気病棟～（2017年[53]、2018年[54]、2019年[55]）
  - ハロウィーン・ホラー・ナイト期間のみ開催のホラー・メイズ。舞台は病院。前年まではチャッキーをテーマとしたオリジナルのアトラクションであったが、2017年からは映画『チャイルド・プレイ 〜チャッキーの狂気病棟〜』を基にしている。